# Xylita umbrata
Xylita umbrata is een keversoort uit de familie zwamspartelkevers (Melandryidae). De wetenschappelijke naam van de soort werd in 1871 gepubliceerd door Victor Ivanovitsch Motschulsky.